# Norszen
Norszen – wieś w Armenii, w prowincji Szirak. W 2011 roku liczyła 4 mieszkańców.